# Forestiera cartaginensis
Forestiera cartaginensis es una especie de árbol  perteneciente a la familia Oleaceae. Es un árbol endémico de Honduras. Está tratado en peligro de extinción por pérdida de hábitat.
Esta especie podría ser un sinónimo de Forestiera rhamnifolia Griseb. de México, Honduras y las Antillas, la cual tiene las hojas de forma ligeramente diferente, la base gradual y largamente atenuada y el ápice brevemente acuminado o agudo. Brooks no reconoce esta especie y la trata como cercanamente relacionada con F. reticulata Torr., pero no conespecífica.

## Descripción
Son arbustos o árboles, erectos, que alcanzan hasta 15 m de alto, caducifolios; plantas dioicas. Las hojas son opuestas, simples, lanceoladas a elípticas, (2–) 4.5–9 cm de largo y 1–4 cm de ancho, el ápice gradualmente acuminado, base brevemente cuneada, enteras o apicalmente serruladas, glabras; don un pecíolo de 0.3–0.5 cm de largo. La inflorescencia es racemosa amontonada en las axilas, hasta de 1 cm de largo, con hasta 10 flores; sépalos 4 o 5, libres, lineares a angostamente triangulares, desiguales, ca 0.7 mm de largo y 1 mm de ancho; flores masculinas con 4 pétalos libres, linear-oblanceolados, 2.5 mm de largo y 0.1 mm de ancho, blancos, estambres 4 o 5, filamentos ca 2 mm de largo, anteras ca 0.5 mm de largo, sin ovario rudimentario; flores femeninas apétalas, sin estaminodios, estilo 1.5 mm de largo. El fruto es una drupa, oblicuo-elipsoide a elipsoide, de 7–10 mm de largo, negra cuando madura; semilla 1 (2).

## Distribución y hábitat
Es una especie rara en las nebliselvas, en Nicaragua se encuentra en Boaco y Jinotega; a una altua de 360–1520 metros; desde México a Panamá.

## Sinonimia
- Forestiera chiapensis Standl.  Contr. U. S. Natl. Herb. 23: 1140 (1924).
- Forestiera hondurensis Standl. & L.O.Williams, Ceiba 1: 162 (1950).[2]